# Раджендраварман II
Раджендраварман II (кхмер. រាជេន្ទ្រវរ្ម័នទី២) — правитель Кхмерської імперії.

## Життєпис
Був сином сестри імператора Ясовармана I. 944 року повернув єдність влади у Кхмерській імперії, забравши її у Гаршавармана II, та повернув столицю з Кох Кера до Яшодхарапури.
За часів його правління було збудовано кілька храмів. З метою зміцнення своєї влади Раджендраварман принизив роль васальних держав у складі імперії, позбавивши васалів їхніх титулів і привілеїв. Разом з тим, імператору вдалось переключити їхню увагу на спільного ворога — Чампу.
У 945—946 роках він провів низку руйнівних набігів на землі Чампи. З тамтешнього храму По Нагар (нині Нячанг) Раджендраварман вивіз золоту статую богині Бхавагаті.
До моменту смерті імператора в 968 року Кхмерська імперія простягалась від Аннамської гірської системи на сході до річки Салуїн у Бірмі на заході, й до Грахи (нині район Накхонсітхаммарата) на півдні.